# Граф Лонгфорд

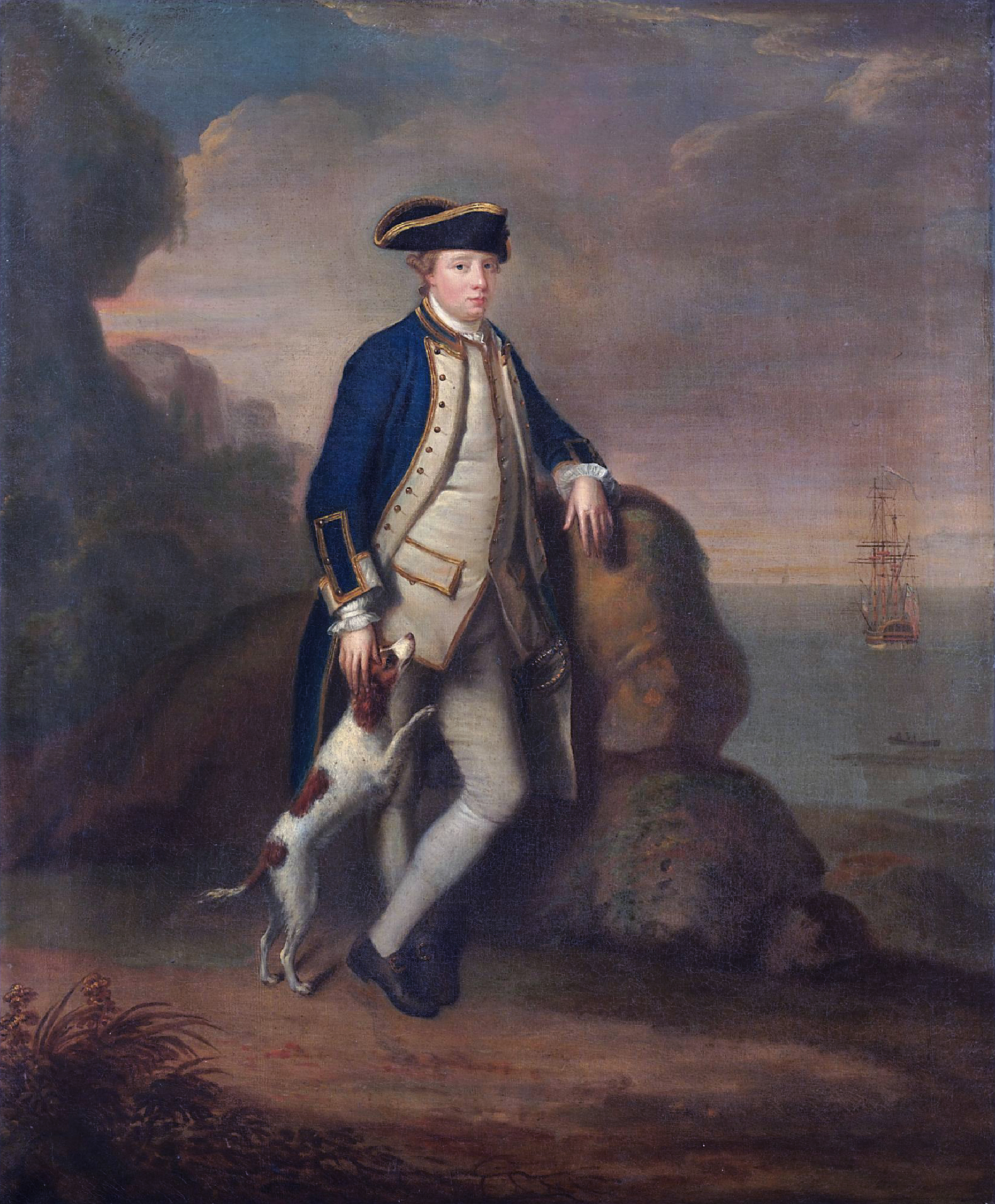
Эдвард Пакенем, 2-й барон Лонгфорд (1743—1792), автор — Роберт Хантер

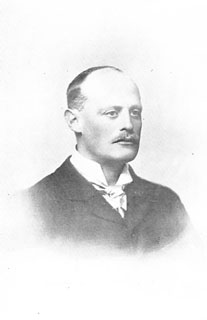
Томаса Пакенем, 5-й граф Лонгфорд (1864—1915)

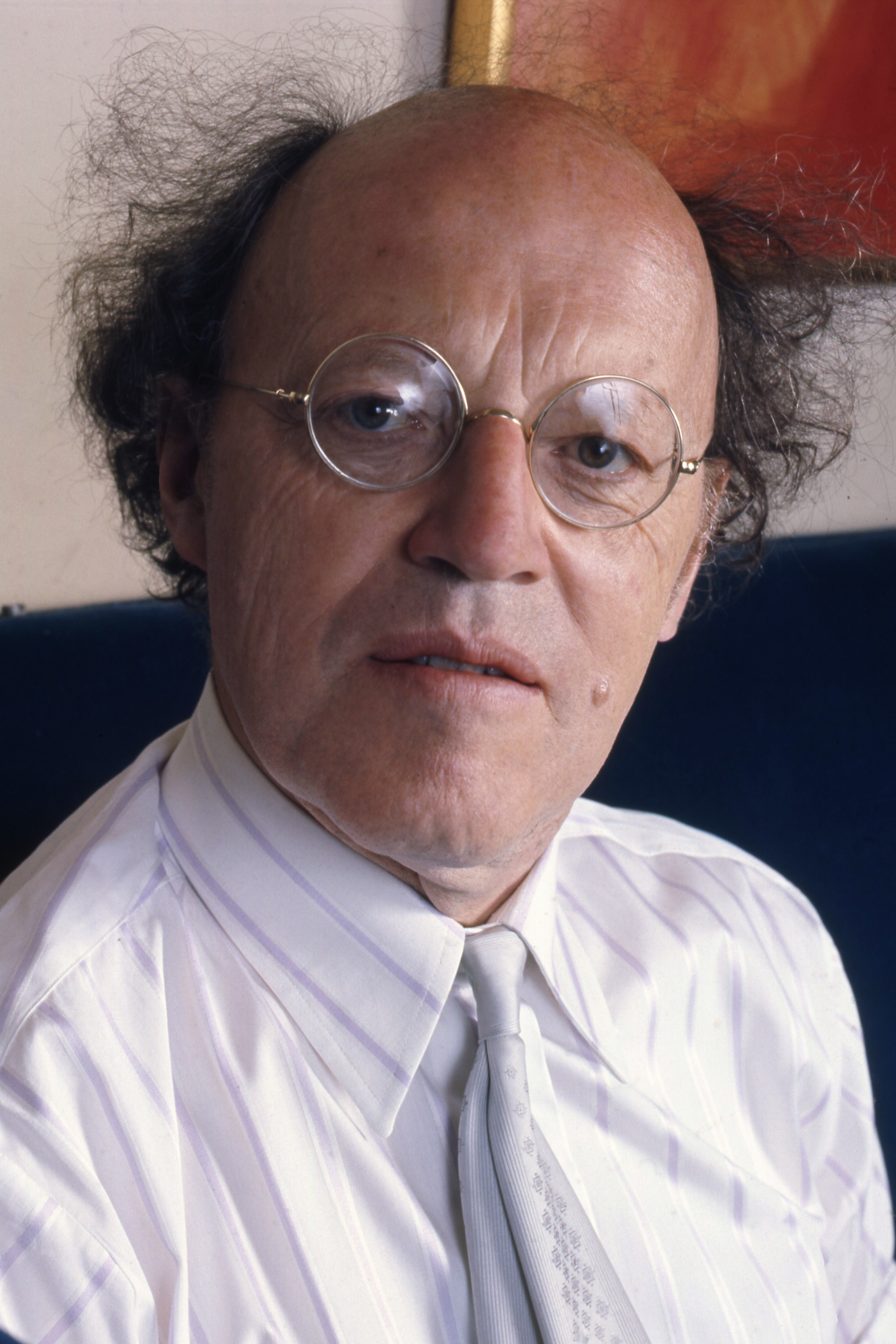
Фрэнк Пакенем, 7-й граф Лонгфорд (1905—2001), фото Аллана Уорена, 1974 год

Граф Лонгфорд (англ. Earl of Longford) — наследственный титул в системе Пэрства Ирландии, созданный дважды в ирландской истории.

## История
Впервые титул был создан в 1677 году для Фрэнсиса Онгьера, 3-го барона Онгьера из Лонгфорда (ок. 1632—1700). Ранее он представлял Суррей и Арундел в Палате общин, в 1675 году получил титул виконта Лонгфорда (пэрство Ирландии). Его преемником стал младший брат Амброс Онгьер, 2-й граф Лонгфорд (ум. 1706), после смерти которого титул прервался.
Титул барона Онгьера из Лонгфорда (пэрство Ирландии) был создан в 1621 году для сэра Фрэнсиса Онгьера (1558—1632), деда Фрэнсиса Онгьера, 1-го графа Лонгфорда. Ему наследовал его старший сын Джеральд Онгьер, 2-й барон (ум. 1655), которому, в свою очередь, наследовал его племянник Фрэнсис Лонгьер, 3-й барон Онгьер и 1-й граф Лонгфорд, старший сын Амброса Онгьера, канцлера собора Святого Патрика, второго сына 1-го барона. Джеральд Онгьер (ум. 1677), брат 1-го графа Лонгфорда, служил губернатором Бомбея в Индии (1672—1677).
Элис Лонгьер, сестра 1-го и 2-го графов Лонгфорд, была замужем за сэром Джеймсом Каффом (ум. 1678), депутатом парламента от графства Мейо. Их сын Фрэнсис Кафф (1654—1694) также представлял графство Мейо в Ирландской палате общин. Сын Фрэнсиса Майкл Кафф (1694—1744) заседал в парламенте от графства Мейо и Лонгфорд-боро. Элизабет Кафф (1719—1794), дочь Майкла, в 1739 году вышла замуж за Томаса Пакенема (1713—1766) из Пакенем-Холл, в окрестностях Каслполларда в графстве Уэстмит. Томас Пакенем представлял Лонгфорд-боро в Ирландской палате общин (1745—1757). В 1756 году для него был возрожден титул барона Лонгфорда в графстве Лонгфорд (пэрство Ирландии). В 1785 году Элизабет Пакенем получила титул графини Лонгфорд, став пэром Ирландии. В 1766 году после смерти Томаса Пакенема титул барона получил его сын, Эдвард Майкл Пакенем, 2-й барон Лонгфорд (1743—1792), который представлял графство Лонгфорд в Ирландской палате общин (1765—1766). Он скончался в возрасте 49 лет, его преемником стал его старший сын, Томас Пакенем, 3-й барон Лонгфорд (1774—1835). В 1794 году после смерти своей бабки Элизабет Пакенем он унаследовал титул 2-го графа Лонгфорда. Лорд Лонгфорд заседал в Палате лордов Великобритании в качестве одного из 28-ми избранных ирландских пэров-представителей (1800—1835). В 1821 году для него был создан титул барона Силчестера из Силчестера в графстве Саутгемптон (пэрство Соединённого королевства), что давало ему и его потомкам автоматическое место в Палате лордов Великобритании.
Ему наследовал его старший сын, Эдвард Майкл Пакенем, 3-й граф Лонгфорд (1817—1860). Он скончался неженатым, его преемником стал младший брат, Уильям Пакенем, 4-й граф Лонгфорд (1819—1887). Он был консервативным политиком и занимал должность заместителя военного министра в правительствах графа Дерби и Бенджамина Дизраэли в 1866—1868 годах. Его старший сын, Томас Пакенем, 5-й граф Лонгфорд (1864—1915), был лордом-лейтенантом графства Лонгфорд (1887—1915). Лорд Лонгфорд погиб в бою при Галлиполи в 1915 году. Ему наследовал его старший сын, Эдвард Артур Генри Пакенем, 6-й граф Лонгфорд (1902—1961). Драматург и поэт, член Ирландского сената с 1946 по 1948 год.
Он скончался бездетным, его преемником стал его младший брат, Фрэнк Пакенем, 7-й граф Лонгфорд (1905—2001). Он был крупным британским политиком-лейбористом и общественным деятелем. В 1945 году для него был создан титул барона Пакенема из Коули в Оксфорд-сити (пэрство Соединённого королевства). Лорд Лонгфорд занимал должности канцлера герцогства Ланкастер (1947—1948), министра гражданской авиации (1948—1951), Первого лорда Адмиралтейства (1951), лидера Палаты лордов (1964—1968), государственного секретаря по делам колоний (1965—1966) и Лорда-хранителя Малой печати (1964—1965, 1966—1968) в лейбористских правительствах Клемента Эттли и Гарольда Уилсона. В 1999 году по принятия акта о пэрах 94-летний лорд Лонгфорд лишился своего места в Палате лордов, но стал пожизненным пэром в качестве барона Пакенема из Коули в графстве Оксфордшир. Таким образом, он оставался членом Палаты лордов вплоть до своей смерти в 2001 году.
По состоянию на 2014 год, обладателем графского титула является его старший сын, Томас Пакенем, 8-й граф Лонгфорд (род. 1933). Он не пользовался титулом лорда Силчестера и графа Лонгфорда. Известен как Томас Пакенем, писатель и историк.

## Известные представители семьи Пакенем
- Генри Пакенем (ок. 1618—1690), прадед 1-го барона Лонгфорда, представлял Наван в Ирландской палате общин
- Его сын сэр Томас Пакенем (1649—1703), дед 1-го барона Лонгфорда, заседал в Ирландском парламенте от Офера.
- Сэр Эдвард Пакенем (ум. 1721), сын предыдущего и отец 1-го барона, представлял графство Уэстмит в Ирландской палате общин
- Достопочтенный сэр Томас Пакенем (1757—1836), третий сын 1-го барона Лонгфорда и 1-й графини Лонгфорд, адмирал королевского флота
- Джон Пакенем (1790—1876), четвертый сын предыдущего, также адмирал королевского флота
- Сэр Ричард Пакенем[англ.] (1797—1868), его младший брат, видный дипломат, чрезвычайный посланник и полномочный министр в США с 1843 по 1847 год
- Достопочтенный сэр Эдвард Пакенем (1778—1815), второй сын 2-го барона, генерал-майор британской армии, погиб в битве за Новый Орлеан в 1815 году
- Достопочтенный сэр Геркулес Роберт Пакенем[англ.] (1781—1850), третий сын 2-го барона, генерал-лейтенант британской армии и депутат парламента от Уэстмита
- Эдвард Уильям Пакенем[англ.] (1819—1854), сын предыдущего, член парламента от Антрима
- Сэр Томас Пакенем (1826—1913), брат предыдущего, генерал-лейтенант, депутат Палаты общин от Антрима (1854—1865)
- Полковник Геракл Артур Пакенем[англ.] (1863—1937), старший сын предыдущего, сенатор Северной Ирландии[англ.] от Ольстерской юнионистской партии
- Достопочтенный Томас Александр Пакенем (1820—1889), третий сын 2-го графа Лонгфорда, контр-адмирал королевского флота
- Уильям Пакенем (1861—1933), второй сын предыдущего, адмирал королевского флота
- Достопочтенный сэр Фрэнсис Пакенем (1832—1905), седьмой сын 2-го графа Лонгфорда, британский дипломат, посол Великобритании в Чили (1878—1885), Аргентине и Парагвае (1885—1896) и Швеции (1896—1902).
- Леди Вайолетт Пакенем (1912—2002), дочь 6-го графа Лонгфорда, писатель и критик, жена писателя Энтони Пауэлла
- Элизабет Пакенем (1906—2002), графиня Лонгфорд, жена 7-го графа, писатель и общественный деятель
- Леди Антония Фрейзер[англ.] (род. 1932) и Рейчел Биллингтон (род. 1942), дочери 7-го графа Лонгфорда, известные британские писательницы
- Леди Джудит Казантцис[англ.] (род. 1940), дочь 7-го графа Лонгфорда, поэтесса
- Достопочтенный сэр Майкл Пакенем[англ.] (род. 1943), третий сын 7-го графа, дипломат, кавалер Ордена Британской империи и Ордена Святого и Святого Георгия

Фамильная резиденция графов Лонгфорд — замок Таллиналли в графстве Уэстмит. Ранее он был известен как Пакенем Холл.

## Бароны Онгьер из Лонгфорда (1621)
- 1621—1632: Фрэнсис Онгьер, 1-й барон Онгьер из Лонгфорда (ок. 1562—1632), старший сын Ричарда Онгьера
- 1632—1655: Джеральд Онгьер, 2-й барон Онгьер из Лонгфорда (ум. 1655), старший сын предыдущего
- 1655—1700: Фрэнсис Онгьер, 3-й барон Онгьер из Лонгфорда (ок. 1632 — 23 декабря 1700), сын Амброса Онгьера, ректора Собора Святого Патрика в Дублине, внук 1-го барона Онгьера из Лонгфорда, граф Лонгфорд с 1677 года

## Графы Лонгфорд, первая креация (1677)
- 1677—1700: Фрэнсис Онгьер, 1-й граф Лонгфорд (ум. 23 декабря 1700), племянник 2-го барона Онгьера из Лонгфорда
- 1700—1706: Амброс Онгьер, 2-й граф Лонгфорд (ум. 1706), младший брат предыдущего.

## Бароны Лонгфорд (1756)
- 1756—1766: Томас Пакенем, 1-й барон Лонгфорд (май 1713 — 30 апреля 1766), старший сын Эдварда Пакенема (ум. 1721)
- 1766—1792: Эдвард Майкл Пакенем, 2-й барон Лонгфорд (1 апреля 1743 — 13 июня 1792), старший сын предыдущего
- 1792—1835: Томас Пакенем, 3-й барон Лонгфорд (14 мая 1774 — 28 мая 1835), старший сын предыдущего, граф Лонгфорд с 1794 года.

## Графы Лонгфорд, вторая креация (1785)
- 1785—1794: Элизабет Пакенем, 1-я графиня Лонгфорд (26 июля 1719 — 27 января 1794), дочь Майкла Каффа (1694—1744), депутата парламента для графстве Мейо и Лонгфорд-боро, и Фрэнсис Сэндфорд (ум. 1757), дочери Генри Сэндфорда из Каслрея в графстве Мейо. Правнучка сэра Элис Онгьер, жены Джеймса Каффа, сестры и Фрэнсис Онгьера, 1-й графа Лонгфорда, и Амброса Онгьера, 2-й графа Лонгфорда
  - Эдвард Майкл Пакенем, 2-й барон Лонгфорд (1 апреля 1743 — 13 июня 1792), старший сын предыдущей
- 1794—1835: Томас Пакенем, 2-й граф Лонгфорд (14 мая 1774 — 28 мая 1835), старший сын предыдущего
- 1835—1860: Эдвард Майкл Пакенем, 3-й граф Лонгфорд (30 октября 1817 — 27 марта 1860), старший сын предыдущего
- 1860—1887: Уильям Лайгон Пакенем, 4-й граф Лонгфорд (31 января 1819 — 19 апреля 1887), второй сын 2-го графа Лонгфорда
  - Уильям Пакенем, лорд Силчестер (19 октября 1864 — 16 февраля 1876), старший сын предыдущего
- 1887—1915: Томас Пакенем, 5-й граф Лонгфорд (19 октября 1864 — 21 августа 1915), второй сын 4-го графа Лонгфорда
- 1915—1961: Эдвард Артур Генри Пакенем, 6-й граф Лонгфорд (29 декабря 1902 — 4 февраля 1961), старший сын предыдущего
- 1961—2001: Онгьер Фрэнсис «Фрэнк» Пакенем, 7-й граф Лонгфорд (5 декабря 1905 — 3 августа 2001), второй сын 5-го графа Лонгфорда
- 2001 — настоящее время: Томас Фрэнсис Дермот Пакенем, 8-й граф Лонгфорд (род. 14 августа 1933), старший сын предыдущего
  - Наследник: Эдвард Мельхиор Пакенем, лорд Силчестер (род. 6 января 1970), старший сын предыдущего.